# Coup d'État de 2005 en Mauritanie
Le coup d'État de 2005 en Mauritanie est un coup d'État militaire survenu en Mauritanie le 3 août 2005. Le président Maaouiya Ould Sid'Ahmed Taya est évincé par les Forces armées mauritaniennes et remplacé par le Conseil militaire pour la justice et la démocratie (CMJD), junte militaire dirigée par Ely Ould Mohamed Vall, Chef de la Sûreté sous Ould Taya. Le putsch se déroule alors que Ould Taya est en Arabie saoudite pour assister aux funérailles du roi Fahd.
Les putschistes promettent de ne contester aucune des élections à venir — parlementaires (en), municipales et présidentielles —, et organisent en 2006 un référendum constitutionnel portant notamment sur la durée des mandats présidentiels. Le gouvernement militaire prend fin avec l'élection présidentielle du 11 mars 2007.

## Contexte

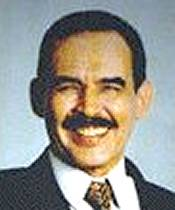
Président Ould Taya.

Maaouiya Ould Sid'Ahmed Taya exerce le pouvoir en Mauritanie à partir du 12 décembre 1984, date à laquelle il renverse Mohamed Khouna Ould Haidalla lors d'un coup d'État sans effusion de sang. Le pays connaît par la suite plusieurs tentatives de renversement, notamment en juin 2003 et en août 2004. La tentative de 2003 était menée par l'ancien major Saleh Ould Hanenna (en), tandis que celle de 2004 aurait été menée par des officiers de l'armée issus du groupe même groupe ethnique que ce dernier.  
Les motivations avancées pour justifier ces coups d'État incluaient l'alignement d'Ould Taya avec l'Amérique (en) ainsi que l'établissement de relations diplomatiques officielles (en) avec Israël, la Mauritanie étant alors l'un des trois seuls pays du monde arabe à le faire. S'y ajoutent le mécontentement suscité par la répression de certains partis d'opposition et les purges militaires ponctuelles opérées sous son régime.

## Déroulement
Alors que Maaouiya Ould Sid'Ahmed Taya assistait aux funérailles du roi Fahd d'Arabie saoudite le 3 août 2005, des membres de sa garde présidentielle (BASEP) ont encerclé le palais présidentiel, l'État-major national et d'autres ministères importants. Des coups de feu et des tirs à l'arme lourde ont été entendus dans toute la capitale, dégageant les rues de Nouakchott. Les putschistes ont également pris le contrôle des stations de radio et de télévision gérées par l'État. 
Dans un message officiel à la télévision mauritanienne, les putschistes ont déclaré : « Les forces armées et les forces de sécurité ont décidé à l'unanimité de mettre un terme définitif aux actes totalitaires de ces dernières années du régime défunt sous lequel notre peuple a grandement souffert ces dernières années ».

## Réactions
Sur le plan intérieur, le coup d'État bénéficie d'un certain soutien de la population, notamment à Nouakchott où des habitants expriment leur approbation en klaxonnant. Sur le plan international, l'Union africaine (UA) fait part de sa préoccupation et condamne toutes les prises de pouvoir inconstitutionnelles. Le secrétaire général des Nations unies, Kofi Annan, se déclare « profondément troublé » par la situation et appelle à une résolution pacifique du conflit. Le président nigérian de l'époque, Olusegun Obasanjo, condamne fermement le coup d'État, déclarant que « l'époque de la tolérance de la gouvernance militaire dans notre sous-région ou ailleurs [est] révolue depuis longtemps ».
Les États-Unis, alliés de Ould Taya en raison de leur coopération dans la lutte contre le terrorisme dans le Sahel, exigent dans un premier temps le rétablissement du président déchu. Ils s'alignent par la suite sur la position de l'UA en appelant au retour à l'ordre constitutionnel.

## Conséquences
Au moment du coup d'État, Maaouiya Ould Taya est dans un avion pour rentrer en Mauritanie. Contraint de détourner son vol, il atterrit à Niamey (Niger), avant de se rendre à Banjul (Gambie) puis au Qatar. Par la suite, il s'installe dans ce pays, où il exerce comme enseignant dans une académie militaire.
À la suite du coup d'État, l'Union africaine exige un retour à « l'ordre constitutionnel » et suspend la Mauritanie.
Le gouvernement militaire mauritanien prend fin en 2007 avec la tenue d'une élection présidentielle jugée libre et équitable, qui aboutit à l'élection de Sidi Ould Cheikh Abdallahi. L'UA rétablit alors l'adhésion de la Mauritanie en son sein.
En 2008, Abdallahi est renversé à son tour par un coup d'État militaire dirigé par certains acteurs du coup d'État de 2005. Ce renversement intervient après des accusations selon lesquelles le président aurait ouvert des canaux de communication avec des extrémistes islamistes présumés liés à Al-Qaïda et utilisé des fonds publics pour financer la construction d'une mosquée dans le palais présidentiel. À la suite de ce nouveau putsch, la Mauritanie est de nouveau suspendue de l'UA.